# 아몽 (가수)
아몽(1996년 11월 13일 ~ )은 중국의 가수다. 2021년 싱글 앨범 [ON A!R PROJECT Part 2 LOVE WAVE]로 데뷔했다.

## 방송
- 요즘애들 (2019)
- 쇼미더머니 11 (2022)
- 랩컵 (2024) - Top32(25위)

## 음반
- ON A!R PROJECT Part. 2 LOVE WAVE (2021)
- 010-BABY-LIAR (2022)
- WISHA (2022)
- Cellphone (2022)
- 끝났어 (IT'S OVER) (2023)
- FXXK BOI (2023)
- 카멜레온 (2023)
- NO CAP (2024)

### Candy Gang
- CANDY DA GANG (2022)

## 수상
- 틱톡 원 밀리언 오디션 퍼포먼스부문 우승 (2018)